# Cocillana
Cocillana är ett slemlösande växtextrakt från barken av trädet Guarea Guidonia (rusbyi).